# Eudejeania canescens
Eudejeania canescens là một loài ruồi trong họ Tachinidae.